# Lifeline (Spandau Ballet)
Lifeline is een nummer van de Britse band Spandau Ballet uit 1982. Het is de eerste single van hun derde studioalbum True.
"Lifeline" gaat over een gecompliceerde en intense relatie, waarin de man en de vrouw hun emoties en keuzes navigeren. De tekst suggereert een voortdurende strijd tussen vrijheid en controle, evenals een verlangen naar liefde en begrip. Het nummer werd een top 10-hit in het Verenigd Koninkrijk, waar het de 7e positie bereikte. In het Nederlandse taalgebied werden daarentegen geen hitlijsten behaald.

## Tracklijst
7"-single
1. "Lifeline" – 3:20
2. "Live and Let Live" – 3:46

12"-single
1. "Lifeline" – 5:17
2. "Live and Let Live" – 5:29